# People Help the People
Singles de Cherry Ghost
Mathematics
(2007) 4 AM
(2007)
Pistes de Thirst for Romance
Mountain Bird
(3) Roses
(5)
People Help the People est une chanson du groupe de rock indépendant britannique Cherry Ghost sortie le 12 juin 2007 sous le label Heavenly. 2e single extrait de l'album Thirst for Romance (2007) la chanson est écrite par Simon Aldred et produite par 	Simon Aldred, Dan Austin.

## Formats et liste des pistes
Toutes les chansons sont écrites par Simon Aldred, sauf mention contraire.
CD (HVN168CD)
1. People Help the People – 3:59
2. Four Eyes – 4:47

7" vinyle (HVN168)
1. People Help the People – 3:59
2. Please Come Home (Aldred, Parsons, Rhodes) – 4:39

Téléchargement digital (UK iTunes seulement)
1. People Help the People – 3:59
2. People Help the People (Cowboys et Cosmonauts Remix) – 4:10

## Version de Birdy
Singles de Birdy
Shelter
(2011) 1901
(2012)
Pistes de Birdy
Skinny Love
(2) White Winter Hymnal
(4)
La chanteuse britannique Birdy reprend la chanson. Cette version sort le 28 octobre 2011 sous le label Warner Music. Il s'agit du 3e single extrait de son premier album studio Birdy (2011). Cette version fait notamment partie des musiques additionnelles du long métrage Le Cœur des hommes 3 (2013 - source : générique).

### Liste des pistes
| 1. | People Help the People                                   |  |
| 2. | People Help the People (Two Inch Punch Remix)            |  |
| 3. | People Help the People (Dawn Golden & Rosie Cross Remix) |  |
| 4. | Without a Word                                           |  |

### Classements et certifications

#### Classement par pays
| Classement (2011-2012)                  | Meilleure position |
| --------------------------------------- | ------------------ |
| Allemagne (Media Control AG)            | 3                  |
| Australie (ARIA)                        | 10                 |
| Autriche (Ö3 Austria Top 40)            | 7                  |
| Belgique (Flandre Ultratop 50 Singles)  | 2                  |
| Belgique (Wallonie Ultratop 50 Singles) | 5                  |
| Écosse (OCC)                            | 32                 |
| France (SNEP)                           | 7                  |
| Pays-Bas (Single Top 100)               | 5                  |
| Suisse (Schweizer Hitparade)            | 2                  |
| Royaume-Uni (UK Singles Chart)          | 33                 |

#### Certification
| Pays      | Certification |
| --------- | ------------- |
| Allemagne | Platine       |
| Australie | Platine       |
| Autriche  | Or            |
| Belgique  | Platine       |
| France    | Or            |

### Historique de sortie
| Pays        | Date            | Format                 | Label        |
| ----------- | --------------- | ---------------------- | ------------ |
| Irlande     | 28 octobre 2011 | Téléchargement digital | Warner Music |
| Royaume-Uni | 30 octobre 2011 | Téléchargement digital | Warner Music |